# Odile Philippart-Champeil
Pour les articles homonymes, voir Champeil.
Odile Philippart-Champeil, née le 31 décembre 1858 à Havré et morte le 1er février 1942 à Fresnay-sur-Sarthe, est une sculptrice française.

## Biographie
Odile Joséphine Vuillaume est la fille de Joseph Vuillaume et de Joséphine Ghilain.
Elle épouse l'ingénieur Simon Gislhin Marie Joseph Philippart (1856-1901).
Élève de Jean-Baptiste Antoine Champeil, elle expose au Salon à partir de 1902 et y obtient une mention honorable en 1905.
En 1905, elle épouse en secondes noces, le sculpteur Jean-Baptiste Antoine Champeil.
Elle obtient en 1913 le prix de sculpture du Salon de l'Union des femmes peintres et sculpteurs.
Elle meurt à l'âge de 83 ans à Fresnay-sur-Sarthe.